# Burkholderia glumae
La Burkholderia glumae, agente causal de la enfermedad denominada añublo bacteriano de la panícula, es una bacteria, importante fitopatógeno, anteriormente denominada Pseudomona glumae.
La Burkholderia glumae es una bacteria Gram negativa; se desarrolla a temperatura ambiente (mesófilo); crece solo con presencia de oxígeno (aeróbico); y la reacción oxidasa y catalasa es positiva. Contiene de 1 a 7 ﬂagelos polares, sin esporas, mide 1,5-2,5 μm de largo X 0,5-0,7 μm de diámetro, y no produce pigmento ﬂuorescente sobre medio King B. Las colonias son de crecimiento lento, circulares, elevadas y con márgenes lisos (Ou, 1985; Saddler, 1994).
La Burkholderia glumae es un importante patógeno en el cultivo del arroz (Oryza sativa), siendo el principal agente causal de la enfermedad denominada añublo bacteriano de la panícula (Shajahan et al., 2000), enfermedad que produce graves mermas en la producción de este cereal. La enfermedad fue descubierta por primera vez en el distrito de Kyushu en Japón (Goto & Ohata, 1956) y desde entonces, se ha detectado en importantes áreas productoras de arroz en Taiwán (Chien et al., 1984), Colombia (Zeigler & Álvarez,1989), Vietnam (Trung et al., 1993), Sri Lanka, Malasia, las Filipinas (Cottyn et al., 1996), Nepal (Nieves,1999), Corea (Jeong et al., 2003), Estados Unidos en los estados de Luisiana, Arkansas y Texas, (Nandakumar et al., 2005),  Panamá (Nandakumar et al., 2007), Indonesia, Tailandia, Tanzania (Zhu et al., 2008), Camboya (Cother et al., 2010), ), Venezuela (González et al., 2011). También ha sido registrada en Nicaragua, Costa Rica, Cuba, República Dominicana, Venezuela, Bolivia y Perú.
La sintomatología no se ve  hasta el inicio de la floración, produciéndose espiguillas vanas. Las características de esta enfermedad son la decoloración en la parte basal de la vaina, que avanza rápidamente hasta afectar la totalidad de la misma (Nieves, 1999), presentando lesiones largas y verticales color grisáceo, rodeadas por un margen de color marrón rojizo oscuro (Nandakumar et al., 2009). Normalmente, los granos infectados se pueden observar de manera dispersa en la panícula,
Pero en casos severos, todos los granos pueden ser afectados (Ou, 1985). Los granos infectados muestran una banda café que atraviesa sobre el endospermo (Mogi, 1988). Sin embargo, pese a que las panículas son severamente afectadas, el tallo permanece verde y éstas erectas, en lugar de inclinarse, debido a la pérdida de peso del grano por escasa o nula formación de almidón, los granos son pajizos, el raquis es verde, normalmente la hoja bandera permanece sana con coloración verde.  (Sayler et al., 2006) 
Hasta el momento no existen variedades resistentes a la enfermedad, pero existen variedades más susceptibles que otras (Correa, F., Pérez, C; Saavedra, E. 2007)
La temperatura óptima de crecimiento de B. glumae es relativamente alta (30–35 °C) (Kurita et al., 1964), lo cual explica los informes que indican que la temperatura alta, especialmente la temperatura nocturna, durante el estado crítico, favorece el desarrollo de epidemias de añublo bacteriano de la panícula (Tsushima et al.,1985; Tsushima et al., 1996; Shahjahan et al., 2000; Nandakumar et al., 2009). No obstante, Tsushima, et al. (1996) obtuvieron alto porcentaje de espiguillas enfermas (>50%), en inoculaciones realizadas bajo condiciones de invernadero a 28 °C. La temperatura también puede actuar de manera indirecta, puesto que un aumento de la temperatura nocturna genera mayor respiración en las plantas, lo que causa un incremento en la utilización de productos fotosintéticos, además de un decline exponencial en la actividad, lo cual posiblemente predisponga la planta al ataque de B. glumae (Nandakumar et al., 2009).
La humedad relativa también favorece el desarrollo de la enfermedad, Tsushima et al. (1995a) determinaron que la incidencia de la enfermedad fue mayor bajo condiciones de humedad relativa alta (HR>80%) y es menor cuando las plantas no son incubadas en cámara húmeda). Otro factor que favorece el desarrollo de la enfermedad es la fertilización con nitrógeno en niveles superiores a los recomendados para el cultivo (Tsushima, 2011; Groth & Hollier, 2011).
El período más susceptible para la infección es durante la emergencia o salida de la panícula, observándose el síntoma ocho días después de la floración e incrementándose su incidencia y severidad hasta la etapa de grano lechoso a pastoso.
No se conoce con exactitud la magnitud de las pérdidas ocasionadas por este patógeno, pero en campos de arroz severamente afectados por B. glumae, se han registrado pérdidas del 75% de la producción, debido a que la bacteria causa varios tipos de daño como: inhibición de la germinación de la semilla, añublo de la panícula, pudrición de vainas, esterilidad de ﬂores y aborto del grano (Nandakumar et al., 2009; Jeong, et al. 2003; Shanjahan et al., 2000). Pero algunos autores han estimado que las disminuciones en la producción de arroz pueden oscilar entre el 15% y el 80% de la producción (Ham et al., 2011; Shahjahan et al., 2000). 

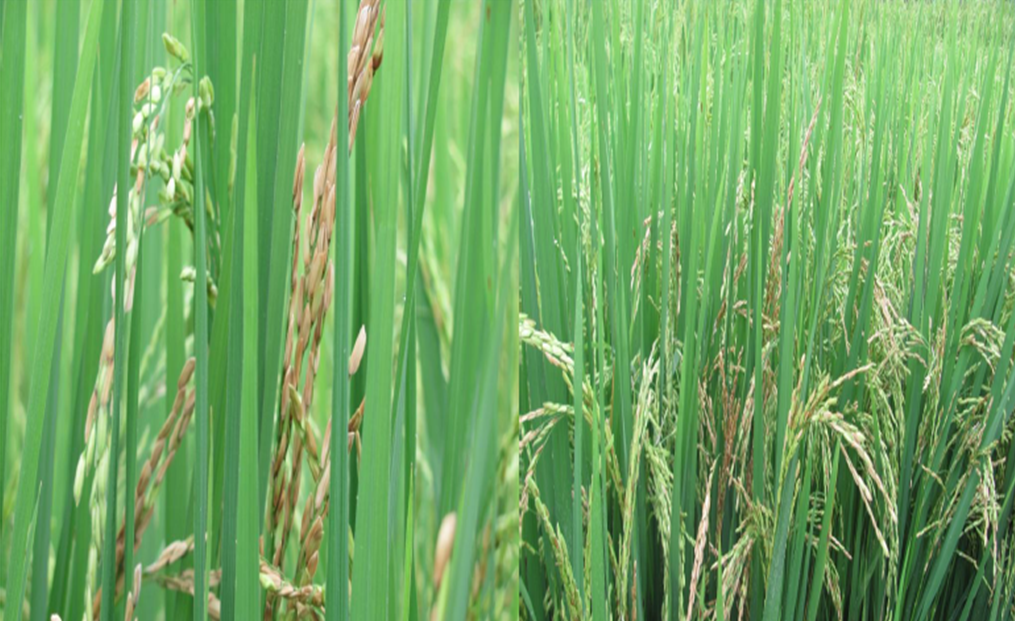
Daños ocasionados por Burkholderia glumae.

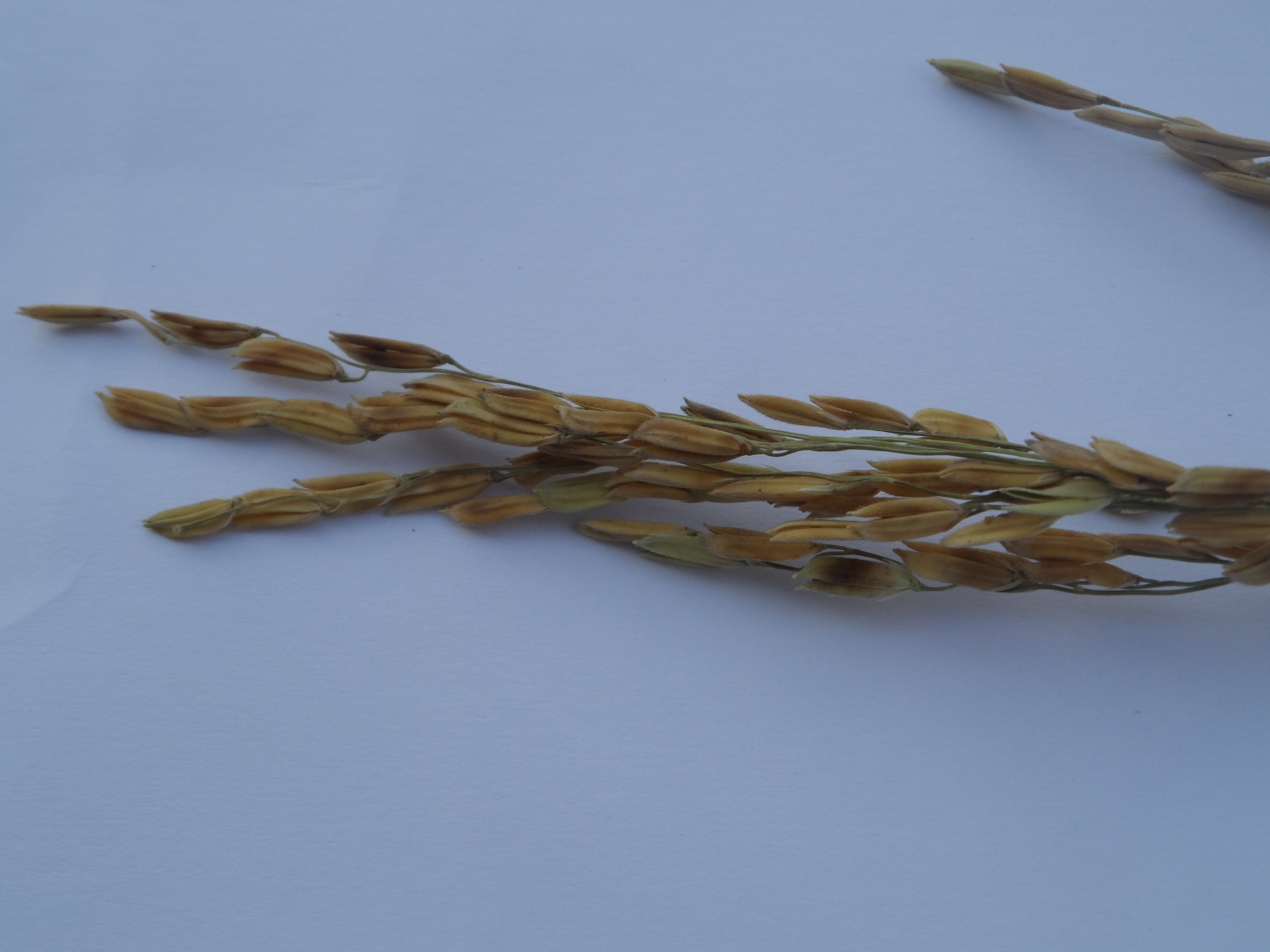
Granos Pajizos

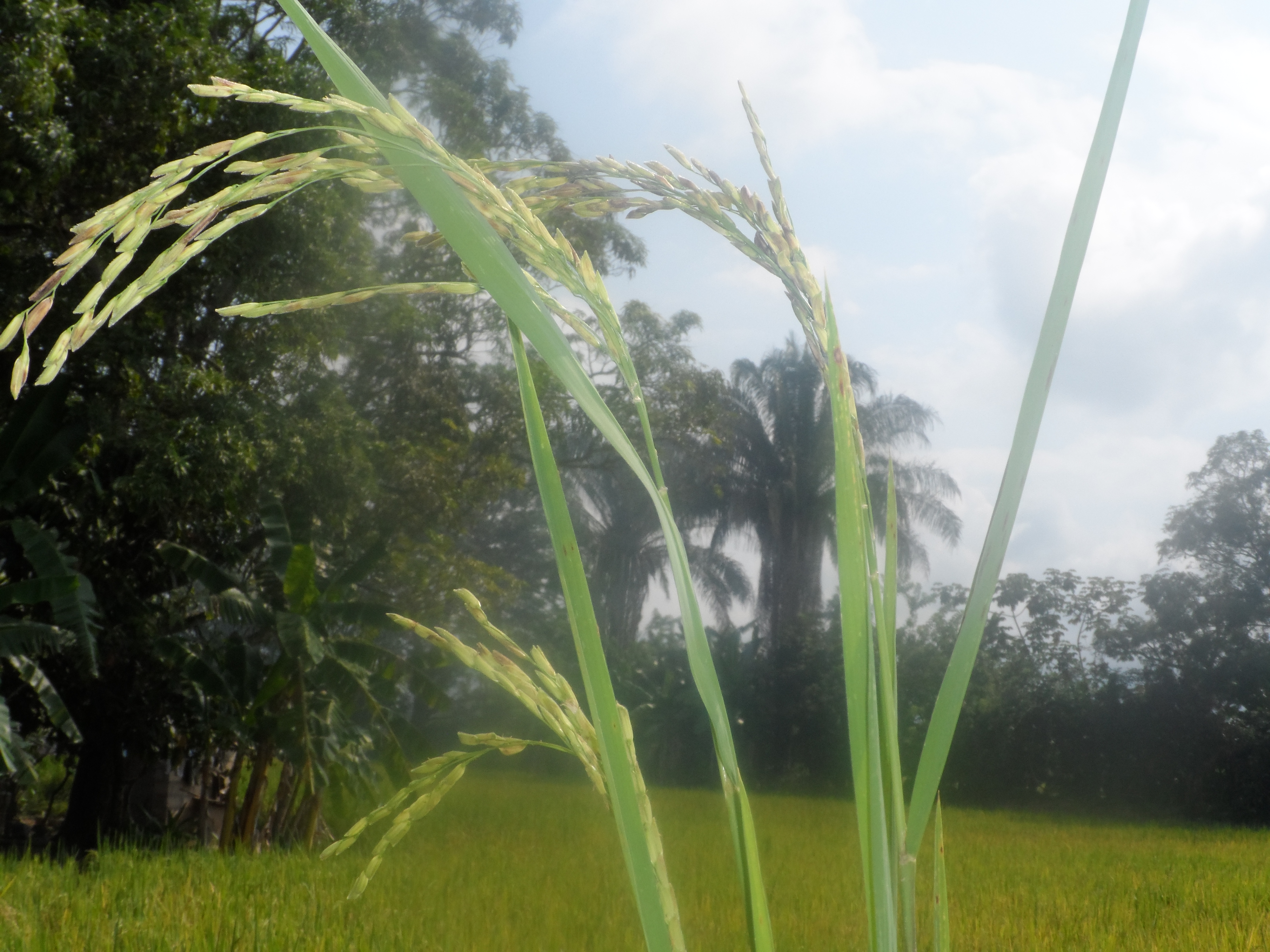
Panícula Erecta

Debido a que las semillas de arroz infectadas con B. glumae son consideradas como la principal fuente de inóculo inicial para el añublo bacteriano de la panícula, se debe prevenir la entrada del patógeno al campo y evitar su dispersión, mediante la siembra de semilla limpia (libre del patógeno); en adición, se debe evitar la probable presencia de la enfermedad dentro de parcelas de mejoramiento, lo cual podría resultar en una diseminación rápida del patógeno (Cother et al., 2010). Para cumplir con ese objetivo, se debe evaluar la presencia o ausencia de B. glumae en los lotes de semilla comercial, evitando que los productores siembren semillas infectadas o tengan que realizar algún tratamiento adicional a las mismas para reducir la población del patógeno, con lo cual se podrían disminuir en gran medida las pérdidas en campo (Nandakumar et al., 2009). Informes recientes, indican que B. glumae fue aislada de semillas de arroz asintomáticas (Zhu et al., 2008; Nandakumar et al.,2009), demostrando que la semilla aparentemente sana puede llevar la bacteria sin mostrar síntomas de pudrición del grano. La razón por la cual B. glumae podría existir en semillas aparentemente sanas, es atribuido al número insuﬁciente de células bacterianas para causar los síntomas, o a condiciones ambientales desfavorables para que se desarrolle la enfermedad (Kurita & Tabei, 1967). Otros vectores de importancia son los insectos alados, el ácaro Steneotarsonemus spinki Smiley, el viento y el agua de riego.
Si la enfermedad se ha presentado en campo con alta severidad y pérdidas en producción, una medida alternativa, es el tratamiento o eliminación de los residuos de cosecha, que son fuente de inóculo primario para el nuevo cultivo, puesto que se ha reportado que la bacteria no puede sobrevivir más de 5 meses en campo abierto (Tshushima et al., 1989).
Burkholderia glumae se alimenta principalmente de azúcares simples como son la Fructuosa, Glucosa, Glucosa-1-fosfato, Glucosa-6-fosfato, Fructuosa-6-fosfato, Fructuosa 1,6 bifosfato.
Factores de virulencia. Se ha informado que la fitotoxina toxoflavina, la biogénesis flagelar, un sistema de secreción tipo III y la catalasa, son factores implicados en la virulencia de B. glumae en la pudrición de granos y plántulas de arroz (Sato et al., 1989; Ham et al., 2011; Jeong et al., 2003; Kim et al., 2007; Chun et al., 2009; Chen, 2011).

La Burkholderia glumae desarrolla una toxina denominada toxoflavina (�1,6-dimethylpyrimidio[5,4-e]-1,2,4-triatriazine-5,7(1H,6H)-dione, que causa taponamiento de los haces vasculares impidiendo la llegada de los monosacáridos y disacáridos esenciales para la síntesis del almidón y cuya unión da como resultado la formación de la panícula del arroz. 

Las bacterias se comunican entre sí por la detección de quórum, este fenómeno es el responsable de que un conjunto de células independientes, bajo la generación de señales extracelulares, desarrolle comportamientos sociales coordinados como la aparición de flagelos y el poder de virulencia; normalmente, las moléculas sensoras que intervienen en estas bacterias son las acil-homoserina-lactonas (acil-HSL, las cuales ordenan el aumento de la densidad de la bacteria y cuando la población bacteriana es superior a 1 x 10 elevado a la 8 Unidades formadoras de colonia (UFC), el grado de severidad es alto.  
Control: El ácido oxolínico ha demostrado ser hasta el momento el producto más efectivo para inhibir el crecimiento y reducir la población de la bacteria Burkholderia glumae en el cultivo de arroz (Rush, M. C., Shahjahan, AKM. Y Groth, D.E.2000), (Hikichi, Y., T. Okuno, and I. Furusawa).
Tsushima et al. (1995b), encontró una relación directa entre el índice de severidad en las panículas y la disminución del rendimiento del cultivo, sugiriendo que la aparición de panículas severamente afectadas una semana después del tiempo de espigamiento es un factor importante en el desarrollo de la enfermedad.
El ácido oxolínico aplicado en la etapa de máximo embuchamiento disminuye la cantidad de Unidades Formadoras de Colonia de Bacterias Burkholderia glumae por la Inhibición de la Enzima ADN girasa bacteriana Topoisomerasa II, la cual actúa sobre la subunidad alfa, la cual evita el enrollamiento excesivo de las dos bandas cuando se separan antes de su replicaciones una condición importante para que el tratamiento sea efectivo es la homogeneidad de las plantas de arroz presentes en el lote.
Actualmente el mejor remedio investigado, es el uso de bactericidas de tipo quinolonas de primera generación aplicados en el tratamiento de semilla y en época de máximo embuchamiento.